# Đào Thiên Hải
Đào Thiên Hải (Sa Đéc, 11 maggio 1978) è uno scacchista vietnamita.

## Biografia
Fece il suo debutto internazionale all'età di 11 anni nel Campionato del mondo U12 di Tunja in Colombia, realizzando 6 punti su 13 partite.
Nel 1992 vinse il Campionato vietnamita, successo che ripeté altre cinque (1999, 2001, 2002, 2004 e 2011). 
Nel 1993 vinse il Campionato del mondo U16 di Bratislava, ottenendo il titolo di Maestro Internazionale. Nel 1995 diventò, all'età di 17 anni, il primo Grande maestro vietnamita.
Ha partecipato alle finali di tre Campionati del mondo FIDE:
- Nuova Delhi 2000:  supera nel primo turno Ruslan Ponomarëv, ma nel secondo viene eliminato da Michael Adams;
- Mosca 2001:  viene eliminato nel primo turno da Gilberto Milos;
- Tripoli 2004:  viene eliminato nel primo turno da Zdenko Kožul.

Ha rappresentato il Vietnam in 11 Olimpiadi degli scacchi dal 1990 al 2012 (sette volte in 1ª scacchiera), realizzando complessivamente il 57,8% dei punti.
Dal 1995 al 2014 ha partecipato a otto edizioni del campionato asiatico a squadre (Asian Team Chess Championship).
Ha vinto otto medaglie individuali (due d'oro, due d'argento e quattro di bronzo) e cinque di squadra (due d'argento e tre di bronzo).
In dicembre 2006 ha vinto la medaglia d'argento nel torneo rapid degli Asian Games di Doha in Qatar.

Ha raggiunto il rating FIDE più alto in aprile 2005, con 2609 punti Elo.